# Steven Anderson
Steven James Stuart Anderson (Edimburgo, 19 dicembre 1985) è un calciatore scozzese, difensore svincolato.

## Carriera
Ha giocato nella prima divisione scozzese con il St. Johnstone.

## Palmarès

### Club

#### Competizioni nazionali
- Scottish Challenge Cup: 2

St. Johnstone: 2007-2008
Raith Rovers: 2019-2020
- Scottish First Division: 1

St. Johnstone: 2008-2009
- Coppa di Scozia: 1

St. Johnstone: 2013-2014
- Scottish League One: 1

Raith Rovers: 2019-2020